# حقي العظم
حقي العظم (1864 - 1955) أول رئيس للوزراء في عهد الجمهورية السورية وحاكم دولة دمشق ورأس مجلس الشورى مرتين. نال علومه في دمشق وإسطنبول وتدرج في سلك الوظائف الحكومية في الدولة العثمانية في دمشق وإسطنبول ومصر حتى عام 1911، حين استقال من جمعية الاتحاد والترقي وانتقل إلى معارضة الحكم العثماني والمطالبة باللامركزية الإدارية. بعد الحرب العالمية الأولى ودخول سوريا في عهدة الانتداب الفرنسي، عاد إلى دمشق وانتهج سياسة اعتداليّة، جعلته من المقربين للمفوضية الفرنسية والمعارضين للكتلة الوطنية، ما أهله لتبوأ مناصب هامة أبرزها حاكم دولة دمشق ورئيس الوزراء.
اشتهر عنه النزاهة والصدق، وله عدد من المؤلفات التاريخيّة باللغة التركية بعضها مطبوع بالعربية ومنها «دفاع بلافنا» و«حروب الدولة العثمانية مع اليونان».

## النشأة
ولد حقي العظم في دمشق عام 1864، ونال علومه في مدرسة الآباء الإلعازريين حيث أجاد العربية والتركية والفرنسية، كانت بداية حياته السياسية في الدفتر الخاقاني أي المصالح العقارية في دمشق، ثم نقل إلى إسطنبول حيث عيّن في المصالح العقارية فيها ومن ثم أسندت إليه مهمة الجمارك، قبل أن ينقل إلى مصر حيث عين وزيرًا للمعارف فيها. في عام 1909 عيّن مفتشًا عامًا لوزارة الأوقاف العثمانية بعد خلع عبد الحميد الثاني لكونه من أعضاء لجمعية الاتحاد والترقي التي قامت بالانقلاب؛ غير أن ممارسات الجمعية اللاحقة سيّما انتهاج سياسة التتريك مع العرب دفعته للاستقالة منها وعودته إلى مصر عام 1911، حيث أسس حزب الإصلاح وجمعية اللامركزية في مصر. خلال الحرب العالمية الأولى، حكمت المحكمة العسكرية التي استحدثها جمال باشا السفاح عليه بالإعدام بعد مطالباته العلنية باللامركزية الإدارية في بلاد الشام، لكن ولوجوده في مصر لم تتمكن من تنفيذ حكمها.

## حياته السياسية

### حاكم دولة دمشق 1920-1922

علم دولة دمشق.

في 1 سبتمبر 1920 قسم هنري غورو سوريا معلنًا ميلاد دولة دمشق، وفي نوفمبر 1920 استقال رئيس الوزراء جميل الألشي وعهد غورو إلى حقي العظم رئاسة الدولة والوزراء، وهو كان عضوًا في الحكومة بوصفه رئيس مجلس الشورى واستمر في هذه المهمة؛ كانت حدود الدولة المذكورة تشمل دمشق وأقضيتها أيام الحكم العثماني عدا الأقضية الأربعة التي ألحقت بلبنان وألوية حمص وحماه ودرعا عدا مصياف التي ألحقت بدولة جبل العلويين وعجلون التي ألحقت بالأردن. رئاسة العظم للدولة لم تكن مطلقة، إذ كان إلى جانبه مندوب عن المفوض السامي المقيم في بيروت، وهيئات مستشارين، وخبراء، وضباط مخابرات، ومع أن أشكال السلطة التنفيذية السورية بقيت جزئيًا، فإنّ كل السلطة الفعلية كانت مع المندوب الفرنسي، سواءً كانت تشريعية أم مالية أم إدارية.
كان حكم العظم هادئًا، عمد فيه على تقليص النفقات العامة وتحويل الجهاز الإداري إلى جهاز أكثر كفاءة، أما معارضي الحكم فقد انتظموا في حزب أطلقوا عليه اسم «الحزب الوطني السوري» بيد أنه مكث ضعيف الفعالية ولم يحقق إزعاجًا للحكومة التي اقتصرت معارضتها الأساسية حول الرغبة في وحدة الأراضي السورية.
وقد أقرت حكومة العظم سلسلة تنظيمات بارزة أيضًا من ناحية التشريفات في الإدارة مثل ترتيب التسلسل الوظيفي في الاحتفالات الرسمية والأعياد الرسمية التي تحتفل بها الدولة والتي شملت اليوم الوطني للجمهورية الفرنسية مع عدم وجود يوم وطني سوري. كذلك فإن حكومة حقي العظم أقرت عمل السجناء في القطاعين العام والخاص مقابل أجر واحتسبت فوارق غلاء المعيشة في رواتب السوريين وعمدت إلى نشر مطافئ الحريق في الأماكن العامة، كما استحدثت رئاسة العلماء لتكون بمثابة دار إفتاء للدولة واستحدثت أيضًا هيئة مستقلة لمراقبة أموال وزارة الأوقاف.
في 23 يونيو 1921 قام الجنرال غورو بعدما دانت الية مقاليد السلطة، ان يبدأ عهدا جديدا من التعاون مع زعماء البلاد تدليلا على حسن النوايا، فتوجه في أحد الأيام بموكب رسمي وبرفقته رئيس دولة سوريا حقي بك العظم والقومندان برانية، لزيارة الأمير محمود الفاعور بني العباس سيد منطقة الجولان وقبل أن يصل الموكب إلى مشارف القنيطرة فاجأته شلة من الفرسان الملثمين وأمطرته وابلا من الرصاص، فأصيب الجنرال غورو بكم ذراعه المبتور فنجا بأعجوبة، في حين قتل أمين سرة القمندان برانية، وأصيب الرئيس العظم برصاصة في فخذه وأخرى في ذراعة وثالثة في شفته. وكان بالنتيجة أن جرد الافرنسيون، بالحال، حملة كبيرة على تلك المنطقة، فنكلوا بأهالي بلدتي مجدل شمس وجباثا، وتبين بعد ذلك أن أدهم خنجر هو الذي كان يقود تلك المجموعة من الفرسان المكلفين بقتل الجنرال غورو. وفي كتاب «لبنان وسوريا قبل الانتداب وبعده» يذكر المؤلف بولس مسعد ان محموعة الفرسان جاءت من شرق الأردن، ولذلك اتهمت حكومة الأمير عبد لله بالتواظؤ معها. والمعروف ان أدهم، بعد هذا الحادث، توجه إلى قرية «القرية» في جبل الدروز، لينزل في حمى سلطان باشا الأطرش، إلا أنه قبل دخوله إلى حمى صاحب الدار، وقع في أيدي الافرنسيين الذين نقلوه حالا بالطائرة إلى بيروت حيث جرت محاكمته واعدامه. حسب ما ينقل المؤرخ يوسف الحكيم، فإن العملية كانت تستهدف بشكل مباشر غورو لا العظم، غير أن العظم وفي لحظة إطلاق النار تمدد فوق غورو داخل السيارة حرصًا منه على حياة ضيفه، وهكذا نجى العظم ونجاه ضيفه رغم توالي الطلقات النارية على السيارة. وقد كان لهذه البادرة أثر عظيم في نفس فرنسا التي زادت ثقتها بالعظم وتقديرها له كما يقول الحكيم.
خلال عام 1922 أعلن عن فصل السويداء عن دولة دمشق وتحويلها إلى دولة مستقلة باسم «دولة جبل الدروز»، كما استقال بديع المؤيد العظم وزير التربية وقريب رئيس الدولة على خلفية تصريحه بأن سوريا خلال الانتداب الفرنسي قد غدت «جنة الله على الأرض» ما أثار موجة معارضة وطنية حادة.

### في الاتحاد السوري 1922-1925
بدءًا من عام 1921 شهدت دمشق مظاهرات حاشدة ضد حكومة العظم وتقسيم البلاد وممالئة الحكومة للانتداب، كان أكبر هذه المظاهرات في ساحة المرجة قبالة مبنى وزارة الداخلية وفندق فيكتوريا خلال زيارة تشارلز كرين المبعوث الدولي لمراقبة تقبل الشب السوري للانتداب وعضو لجنة كينغ - كراين السابق. اعتقلت الحكومة إثر تكرر المظاهرات دون ترخيص عدد من رموز المعارضة وأحالتهم إلى محاكم عسكرية وترواحت أحكامهم بين 15 و20 عامًا، ومع تزايد حدة التظاهر اتخذت السلطات قرارًا بنقل المعتقلين إلى سجن جزيرة أرواد، ومن ثم أطلق سراحهم إثر العفو العام الصادر عام 1922.
مع تزايد حدة المعارضة عمدت المفوضية الفرنسية العليا في 28 يونيو 1922 إلى إعلان وحدة البلاد على أساس فيدرالي بين دمشق وحلب واللاذقية على أن يكون للاتحاد رئيس منتخب من قبل مجلس تأسيسي، وأن يرأس رئيس الاتحاد وزارة ذات صلاحيات محدودة مع الحفاظ على الاستقلال المالي والإداري للأقاليم الثلاثة. وقد انتخب المجلس المذكور صبحي بركات رئيسًا للاتحاد السوري، أما العظم وحكومته فقد احتفظا برئاسة وإدارة إقليم دمشق في الاتحاد. وقد استقبل العظم ومقربوه في الحكومة الخبر بامتعاض بالغ، إذ وكما يذكر المؤرخ يوسف الحكيم وحدوا فيه عاملاً قويًا في إنقاص صلاحيتهم الإدارية ونفوذهم الشخصي. حتى أن العظم رفض إخلاء السريا الكبير في دمشق وتسليمه للحكومة المركزية بدلاً من كونه مقر حكومة الإقليم إلا بعد مفاوضات طويلة.
استمر العظم طوال عهد حكومة الاتحاد أي حتى 1 يناير 1925 حاكمًا لإقليم دمشق؛ في 1 يناير 1925 أعلن عن حل الاتحاد السوري وقيام وحدة شاملة بين دولتي دمشق وحلب باسم «الدولة السورية» وشكل رئيسها صبحي بركات الحكومة وخرج بذلك العظم من السلطة. استمر وجود العظم خارج السلطة طوال عهد صبحي بركات (1925-1926) وأحمد نامي (1926-1928) وتاج الدين الحسني (1928-1931).

### الانتخابات النيابية وترشحه للرئاسة 1932
في عام 1928 جرت أول انتخابات في سوريا أفضت إلى ميلاد جمعية تأسيسية لوضع دستور للبلاد غير أن الفرنسيين لم يصدروه حتى مايو 1931، ثم أجرت في أعقابه أول انتخابات نيابية في ديسمبر 1931 وأعلنت نتائجها رسميًا في 9 أبريل 1932، وحسب ما ينقله المؤرخين فإن الانتخابات قد شابها نوع من التزوير والتلاعب سيما في حلب وذلك بإشراف من الانتداب بحيث لا تشكل أي كتلة أو حزب أكثرية مطلقة في المجلس. وكان من بين نواب دمشق الفائزين حقي العظم، والذي ترأس كتلة الجنوب النيابية التي تمثل دمشق وما حولها مقابل "الكتلة الوطنية برئاسة هاشم الأتاسي وهي تمثل الخط الوطني المعادي للانتداب وذو الشعبية الخاصة في الشارع، وكتلة الشمال برئاسة صبحي بركات.
كان من المعذر التوصل لاتفاق بين قادة الكتل حول طريقة تقاسم السلطة سيّما بعد إعلان كل من العظم وبركات ترشحهما للرئاسة، غير أن المفوض الفرنسي رعا اتفاقًا بين الكتل يقضي بانتخاب رئيس محايد للجمهورية مقبول من جميع الأطراف فسمت الكتلة الوطنية الوجيه الدمشقي محمد علي العابد، واتفق مع كتلة الجنوب على انتخابه رئيسًا في حين نص الاتفاق على انتخاب صبحي بركات رئيسًا للمجلس، وتشكيل حكومة مناصفة بين الوطنيين والمعتدلين على أن يكون العظم رئيسها.

### رئيس للوزراء 1932-1934

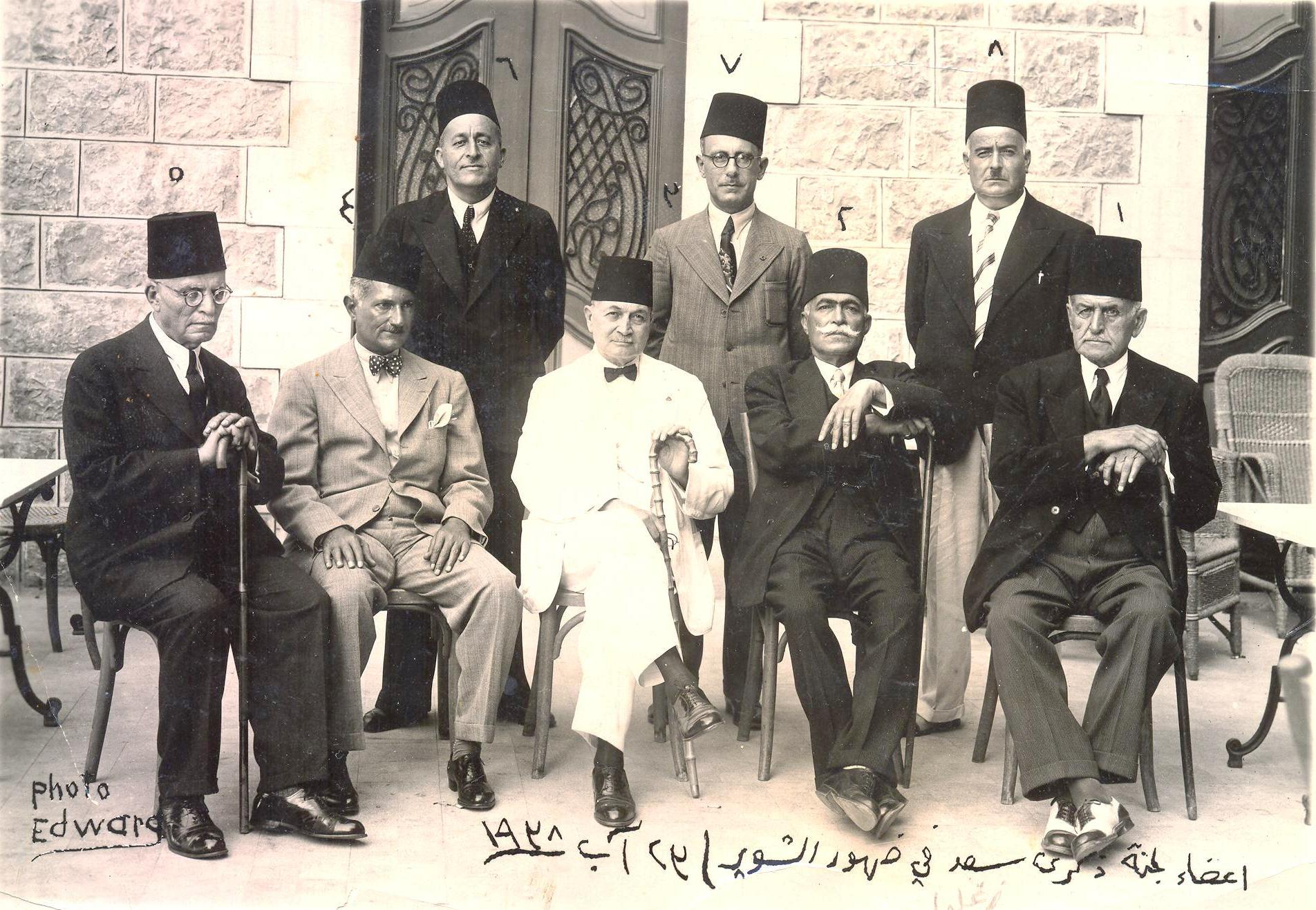
حقي بك العظم سنة 1983 في ظهر الشوير (الثالث جلوساً بالبذلة البيضاء)

انتخب مجلس النواب العابد رئيسًا بشبه إجماع في 11 يونيو وشكل العظم الحكومة في 14 يونيو مناصفة بين الوطنيين والمعتدلين، وأسند بها إلى شخصه وزارة الداخلية إلى جانب رئاسة الوزراء، وتألفت من أربعة أعضاء فقط. من الناحية الإدارية والاقتصادية، فإن هذه الوزارة خفضت النفقات العامة الكبيرة المتوارثة منذ حكومة الحسني، وخصخصت جزءًا من ملاكات القطاع العام التي وجدته «كبيرًا على دولة صغيرة كسوريا» وقدمت ثم أقرت ميزانية العام 1933. غير أنها وقبيل أن تكمل عامها الأول، سقطت نتيجة التجاذات حول معاهدة السلم والصداقة مع فرنسا بين المعتدلين والوطنيين، ومن ثم زيارة إبراهيم هنانو إلى دمشق، وإقامته في فندق أمية مقابل دار الحكومة، والمظاهرات التي شهدها محيط الفندق من طلبة الجامعة ومدارس الثانوية وسائر أطياف الشعب رفضًا للمعاهدة مأيدين هنانو الذي كان أول من رفضها لكونها «لا تضمن نصًا صريحًا بإعطاء الأمة السوريّة كامل حريتها، واستقلالها الاستقلال التام والناجز». في أعقاب هذه المظاهرة نقم المفوض الفرنسي على هنانو والكتلة الوطنية وأوعز لحكومة العظم بالاستقالة، فاستقالت في 3 يونيو 1933، وكلف العابد العظم تشكيل الوزارة مجددًا فجاءت وزارة العظم الثانية بكاملها من المعتدلين وبعض المستقلين من مجلس النواب.
كحكومته الأولى، كانت هذه الحكومة ناجحة إداريًا وفي تحقيق الوفر الاقتصادي للدولة والابتعاد عن الفساد، واستطاعت حذف جزء كبير من ديون سوريا المتراكمة عليها من تركة الدولة العثمانية وخفضتها من سبعين مليون ليرة تركية إلى أربع وعشرين مليون ليرة فقط. وبشكل عام، فإنه طوال عهد حكومة العظم الثانية كانت البلاد في حالة هدوء سياسي رغم تصريحات المعارضة ممثلة بالكتلة الوطنية الشاجبة دومًا لطريقة تعامل الحكومة مع سلطة الانتداب، سيّما بعد تعيين الكونت دي مارتيل في يوليو 1933 مفوضًا فرنسيًا ساميًا خلفًا لهنري بونسو.
أعاد دي مارتيل إثارة موضوع معاهدة السلم والصداقة السورية الفرنسية في 24 أكتوبر 1933، فأقرتها الحكومة وأحالتها إلى مجلس النواب بعد أن استقال منها وزير العدل سليمان الجوخدار اعتراضًا. بدأت مناقشة المشروع في المجلس يوم 21 نوفمبر في ظل معارضة الكتلة الوطنية ونواب مستقلين واندلاع مظاهرات في محيط مبنى البرلمان رافضة المعاهدة شاركت فيها النساء «وكنّن يندبنّ مصير الأمة السورية إن قبل نوابها بالمعاهدة». تحت الضغط السياسي والشعبي أسقط المجلس المعاهدة وفشلت حكومة العظم في تمريرها، غير أن المفوض الفرنسي أوعز بإيقاف المجلس عن الانعقاد ثم أصدر قرارًا ثانيًا رغم كونه مخالف للدستور بحل المجلس وتخويل رئيس الجمهورية إصدار مراسيم لها صفة قوانين.
بعد هذه الحادثة، مكثت حكومة العظم في السلطة سبعة أشهر غير أنها مكثت حكومة ضعيفة غير مدعومة من قبل الشعب أو المجلس بعد حله، في أبريل ومايو 1934 عادت المظاهرات ضد الانتداب، فاستقالت حكومة العظم بناءً على إيعاز من المفوض الفرنسي في 17 مايو 1934 وكلف تاج الدين الحسني رئاسة الوزارة فألفها في يوم واحد. عيّن بعد استقالته رئيسًا لمجلس الشورى حتى تقاعده عام 1938، انتقل بعدها إلى القاهرة وأدار منها أملاك آل العظم في مصر حتى وفاته عام 1955، ودفن في القاهرة.

## مواقع خارجية
- حقي العظم - موسوعة الأعلام.
- حقي العظم - سكربت.
- حقي العظم، أول رئيس وزراء في الجمهورية - المتحف الإلكتروني السوري.